# Noorse meun
De Noorse meun (Ciliata septentrionalis) is een vis uit de orde der kabeljauwachtigen. Volgens FishBase behoort hij tot een aparte familie, de Lotidae (kwabalen), maar volgens ITIS is dit een onderfamilie van de kabeljauwen (Gadidae).

## Beschrijving
De Noorse meun lijkt erg op de vijfdradige meun. Het is een vrij kleine soort, die hoogstens 20 cm wordt. De vis heeft vijf tastdraden, één aan de kin, twee bij de voorste neusgaten en twee op de bovenlip. De verschillen met de vijfdradige meun zijn: de gelobde bovenlip en het kortere rijtje korte vinstralen van de eerste rugvin: 39-50 (50-60 bij vijfdradige meun).

## Verspreiding en status
De Noorse meun komt voor in het noordoostelijk deel van de Atlantische Oceaan rond de Britse Eilanden en in de Noordzee en verder naar het noorden langs de Noorse kust, bij IJsland en de Faeröer.
De vis heeft een voorkeur voor zandige zeebodems of bodems met modder op een diepte tussen 10 en 100 meter. De Noorse meun komt sporadisch voor langs de kusten van de Lage Landen, hoewel er in de jaren 1970 sprake leek te zijn van een uitbreiding in zuidelijke richting. In april 2004 werden foto's van Noorse meunen door de stichting ANEMOON gepubliceerd die door sportduikers in de Oosterschelde en het Grevelingenmeer waren gemaakt.